# Ataç
Ataç ist ein türkischer männlicher Vorname und Familienname. Atac ist keine türkische Schreibweise des Namens.

## Namensträger

### Vorname
- Ataç İmamoğlu (* 1964), türkisch-US-amerikanischer Physiker
- Ataç Sezer (* 1979), türkischer Komponist

### Familienname
- Hasan Fehmi Ataç (1879–1961), türkischer Politiker
- Metin Ataç (* 1946), türkischer Admiral
- Sezgin Ataç (* 1998), türkischer Leichtathlet
- Nurullah Ataç (1898–1957), türkischer Autor